# Elize Cawood

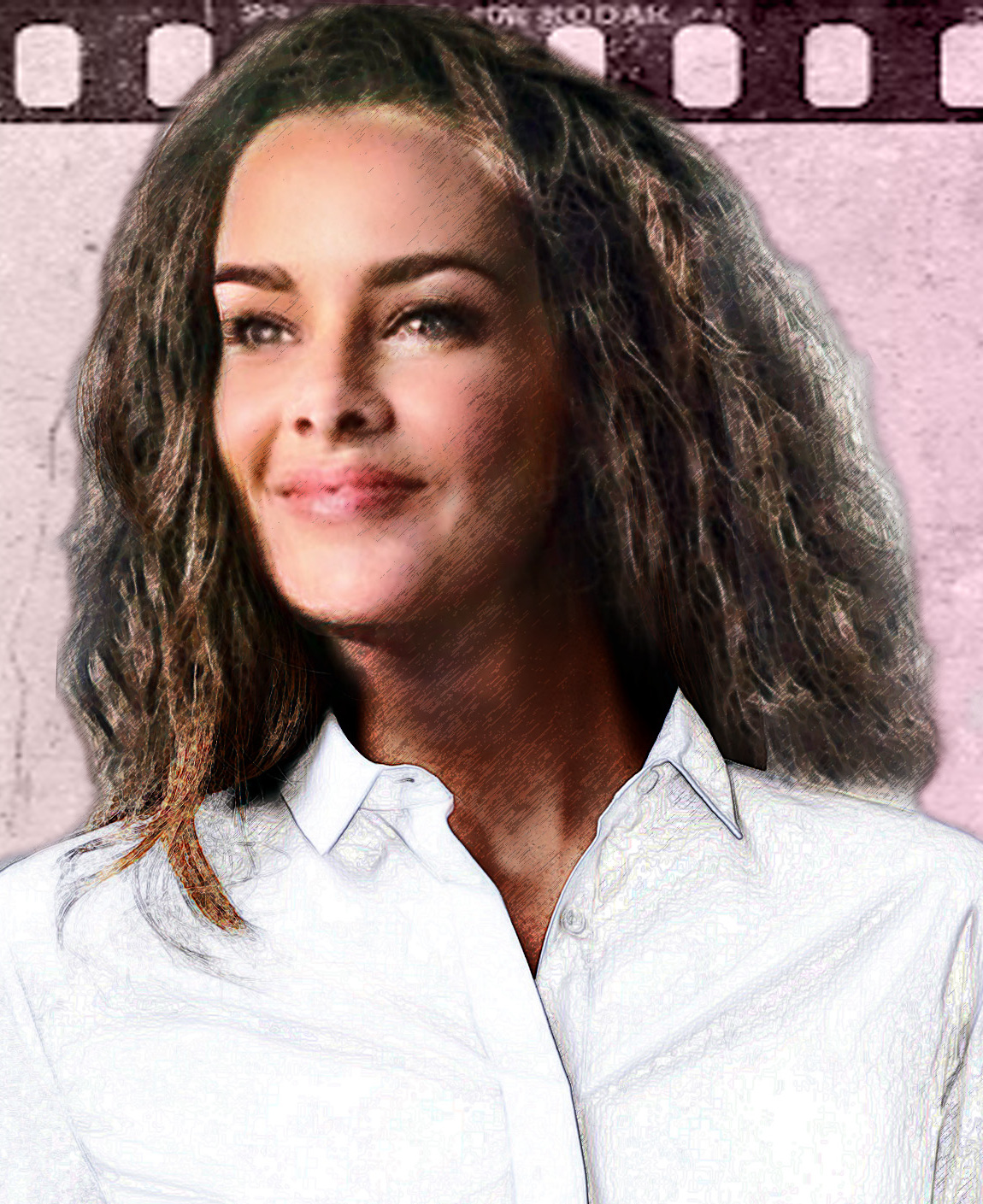
Elize Cawood

Elize Cawood (* um 1952 in Bloemfontein; † 18. Juli 2020) war eine südafrikanische Schauspielerin.

## Leben

### Ausbildung und Theater
Cawood besuchte von 1968 bis 1969 die Sentraal Hoërskool in Bloemfontein, die sie mit dem matric abschloss. Von 1970 bis 1973 studierte sie Schauspiel (Drama) an der University of the Orange Free State; dort schloss sie mit einem Bachelor-Degree ab. Sie begann ihre professionelle Schauspielkarriere im Jahre 1974 als Mitglied des Performing Arts Council of the Orange Free State (PACOFS). Sie blieb vier Jahre dort Mitglied und spielte eine große Bandbreite an Rollen, von den Klassikern der Theaterliteratur bis zu zeitgenössischen, modernen Stücken. Anschließend unternahm sie mit der PACT’s Youth Group eine Tournee durch die Provinz Transvaal. Seit 1979 arbeitete Cawood als freiberufliche Schauspielerin; Schwerpunkt ihrer künstlerischen Tätigkeit war Johannesburg, wo sie sich auch niederließ.
Zu ihren Bühnenrollen gehörten: Viola in Was ihr wollt (beim PACOFS), Natascha (Natalja Iwanowna) in Drei Schwestern (beim PACOFS), Anja in Der Kirschgarten (beim PACOFS), die Titelrolle in Nora oder Ein Puppenheim und Blanche DuBois in Tennessee Williams’ Theaterstück Endstation Sehnsucht in einer Übersetzung auf Afrikaans, unter der Regie von Bobby Heaney.
1979 trat sie am Market Theatre in Johannesburg in den Theaterstücken Die Van Aardes van Grootoor von Pieter-Dirk Uys und Ons Hou Konsert von Melt Brink auf. Im August 1983 spielte sie am Laager, einer kleinen Spielstätte des Market Theatre in Johannesburg, die Rolle der Olive Schreiner in dem Ein-Personen-Stück Schreiner – a One Woman Play von Stephen Gray, unter der Regie von Lucille Gillwald. Im November 1984 war sie die Elsa in der südafrikanischen Erstaufführung von Athol Fugards Theaterstück The Road to Mecca am Market Theatre. Regie führte Athol Fugard; ihre Partner waren Yvonne Bryceland und Louis van Niekerk. Mitte der 1980er Jahre trat sie am Windybrow Theatre in Johannesburg in dem Theaterstück The Time of the Hyena von Mitzi Booysen auf.
2006 spielte sie, an der Seite von Wilson Dunster, am West End Theatre in Pretoria die Rolle der Gloria van der Vyfer in dem Theaterstück Art of Charf von Paul Slabolepszy. Seit 2008 trat sie über fünf jahre regelmäßig, mit Wilson Dunster als Butler James, in der Rolle der Miss Sophie in dem Bühnensketch Dinner for One. Sie gastierte damit u. a. am Roodepoort Civic Theatre (2008), am Promusica Theatre in Roodepoort (2010) und am Atterbury Theatre in Pretoria (2011). Eine Aufführung wurde auch für das Fernsehen aufgezeichnet und ist auf DVD erschienen. In der Neuauflage Dinner for One Two spielte Cawood den Butler und Dunster die Miss Sophie.
Beim Afrikaans Arts Festival trat sie in drei One-Woman-Shows auf, Ek is Hier!, Girly se Konstitusie-Kwellings und Briewe aan ‘n Rooida. Im April 2014 spielte Cawood gemeinsam mit Wilson Dunster am Atterbury Theatre in Pretoria in der eigens für Cawood/Dunster geschriebenen Komödie Die-hoe-sê-wat-sê-wie-nou-weer. Im Mai 2015 spielten Cawood und Dunster am Atterbury Theatre in Pretoria in der Tragikomödie Die Wagkamer von Saartjie Botha.

### Film und Fernsehen
Seit Ende der 1970er Jahre arbeitete Cawood auch für Film und Fernsehen. Während ihrer Auftritte in dem Theaterstück Die Van Aardes van Grootoor am Market Theatre wurde sie 1979 vom südafrikanischen Fernsehen für die Sitcom Oh George!, die auf SABC ausgestrahlt wurde, engagiert; Regie führte Gray Hofmeyr. Cawood spielte Renate Muller, die Ehefrau des Afrikaans sprechenden Ehepaars Tokkie und Renate Muller.
1983 spielte sie die weibliche Hauptrolle in der südafrikanischen Fernsehserie Verspeelde Lente unter der Regie von Manie van Rensburg. Cawood verkörperte die junge Pop le Roux, die einen wesentlich älteren Mann heiratet. 1990 spielte sie in dem südafrikanischen Spielfilm The Fourth Reich, erneut unter der Regie von Manie van Rensburg, mit. Sie verkörperte Romy Taillard, die „pflichtbewusste Ehefrau“ des Polizeibeamten Jan Taillard; ihre Rolle sprach sie mit einer „goldenen und verletzlichen Stimme“. In der südafrikanischen Filmkomödie Taxi nach Soweto (1991), erneut unter der Regie Manie van Rensburgs, verkörperte Cawood die weiße Südafrikanerin Jessica du Toit, deren politische Einstellung, vom Elend der schwarzen Bevölkerung in den Slums von Soweto wachgerüttelt, sich von Gleichgültigkeit in soziales Engagement verwandelt.
2004 hatte sie als Anna Hoffman eine Nebenrolle in der britisch-südafrikanischen Koproduktion Red Dust – Die Wahrheit führt in die Freiheit. 2004 war sie im deutschen Fernsehen in dem Fernsehzweiteiler Der weiße Afrikaner an der Seite von Gerd Silberbauer und Nathalie Boltt zu sehen. Sie spielte Emma van Tonderen, die Ehefrau des Geschäftsmanns Cees van Tonderen. In einigen Besetzungslisten und in der IMDb wird ihr Name unzutreffend als Elize Caywood aufgeführt.
In der SABC3-Seifenoper Isidingo (2009) spielte Cawood, an der Seite ihrer Tochter Jenna Dunster, auch im Film deren Mutter. 2010 spielte sie die Rolle Baby in der SABC2-Sitcom Die Uwe Pottie Potgieter; sie gehörte zu den fünf als Hauptdarsteller aufgeführten Schauspielern der Serie.
In dem südafrikanischen Spielfilm Liefling die Movie (2010) war sie Elsa Ferreira; sie verkörperte die Großmutter des Studenten Jan Ferreira, der bei seiner Großmutter aufwächst und von ihr großgezogen wird. In dem südafrikanischen Spielfilm Die Wonderwerker (2012), einer Filmbiografie über den bekannten südafrikanischen Schriftsteller Eugène Marais, spielte sie Maria van Rooyen, auf deren Farm Marais einige Monate lebte. In dem südafrikanischen Kinofilm Lien se Lankstaanskoene (2013) verkörperte sie die auf der Straße lebende Bettlerin Rose. 2014 hatte sie eine Hauptrolle in der Fernsehserie Pandjieswinkelstories (Pawnshop Stories).

### Auszeichnungen und Privates
Cawood wurde als Schauspielerin mehrfach ausgezeichnet. Sie war „Best Actress in a Drama Series“ in den Jahren 1984 und 1985. Sie wurde als „Best Supporting Actress“ bei den Vita Awards, Dalro Awards, Scenaria Awards und den Artes Awards ausgezeichnet. 1999 wurde sie für ihre Rolle in dem Kurzfilm An Old Wife’s Tale bei den Avanti Awards (National Television and Video Association Awards) als „Best Actress“ ausgezeichnet. 2007 erhielt sie den „Best Actress Award“ für ihre Rolle in der TV-Soap Villa Rosa bei den ATK Veertjie Awards. 2013 war sie für ihre Rolle als Maria van Rooyen in Die Wonderwerker bei den South African Film and Television Awards (SAFTA Awards) in der Kategorie „Best Actress in a Feature Film“ nominiert.
Ihr Bruder ist der Film- und Fernsehregisseur Bromley Cawood. Elize Cawood war mit dem südafrikanischen Schauspieler und Regisseur Wilson Dunster verheiratet, mit dem sie u. a. in Dinner for One auftrat. Aus der Ehe gingen zwei Kinder hervor, Luke Dunster und Jenna Dunster, die ebenfalls als Schauspielerin arbeitet.
Cawood sprach Englisch und Afrikaans; in diesen Sprachen war sie auf der Bühne, im Film und in Fernsehen auch als Schauspielerin tätig. Sie lebte in Johannesburg.

## Filmografie (Auswahl)
- 1979: Wat Jy Saai (Kinofilm; Südafrika)
- 1980: Les visiteurs (TV-Mini-Serie)
- 1981: Oh George! (Sitcom)
- 1983: Verspeelde Lente (Fernsehserie)
- 1983: Koöperasiestories (Fernsehserie)
- 1986: Arme moordenaar (Fernsehfilm)
- 1990: The Fourth Reich (Kinofilm; Südafrika)
- 1991: Taxi nach Soweto (Taxi to Soweto) (Kinofilm; Südafrika)
- 1993: Daisy de Melker (Fernsehfilm)
- 1999: An Old Wife’s Tale (Kurzfilm)
- 2001: Der lange Weg  zum Sieg (The Long Run) (Kinofilm; Südafrika)
- 2001: Lyklollery (Kinofilm; Südafrika)
- 2004: Red Dust – Die Wahrheit führt in die Freiheit (Red Dust) (Kinofilm; Südafrika)
- 2004: Der weiße Afrikaner (Fernsehzweiteiler; Deutschland)
- 2007: Villa Rosa (TV-Soap)
- 2009: Isidingo (TV-Soap)
- 2010: Proesstraat (Folge: Mother); Fernsehserie
- 2010: Die Uwe Pottie Potgieter (Fernsehserie)
- 2010: Liefling die Movie (Kinofilm; Südafrika)
- 2012: Die Wonderwerker (Kinofilm; Südafrika)
- 2013: Lien se Lankstaanskoene (Kinofilm; Südafrika)
- 2014: Pandjieswinkelstories (Pawnshop Stories); Fernsehserie
- 2015: Dis ek, Anna
- 2016: Vir Altyd
- 2016: Sy klink soos lente
- 2016: Vir die Voëls
- 2018: Stroomop